# Jacob Bruggink

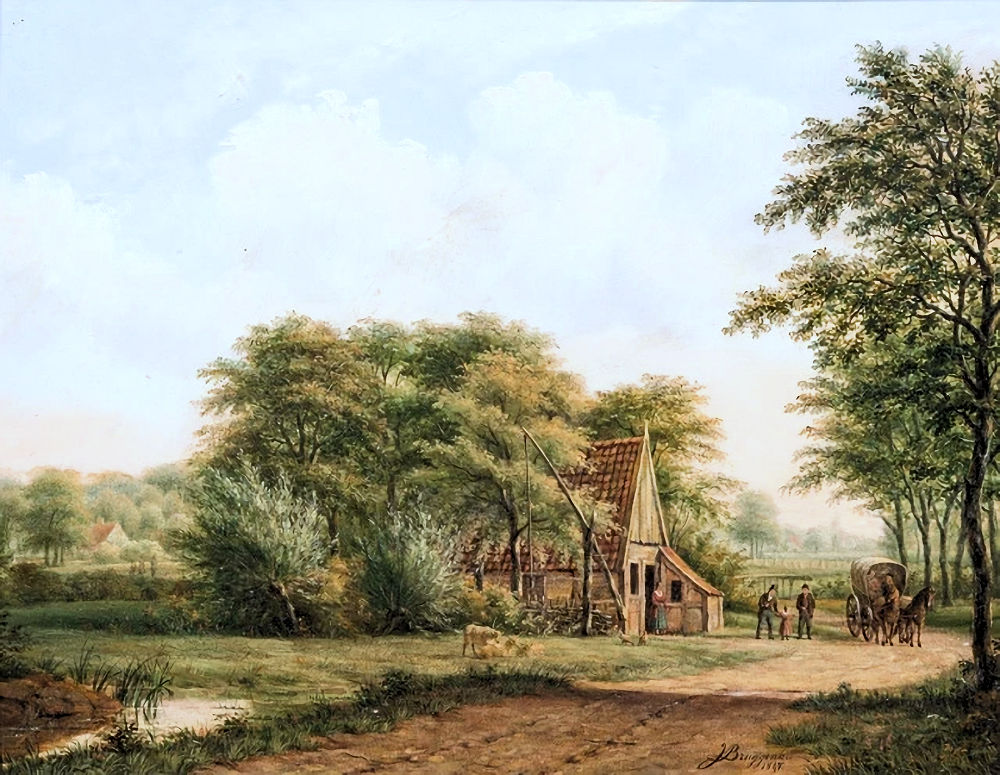
Paard en wagen bij een boerderijtje

Jacob Bruggink (Amsterdam, 19 december 1801 – Groningen, 18 maart 1855) was een Nederlandse kunstschilder.

## Leven en werk
Bruggink werd geboren in Amsterdam als zoon van Rutger Bruggink en Hermina Hemmink. Hij was een leerling van de behangsel- en landschapsschilder Willem Uppink en studeerde aan de Amsterdamse Koninklijke Academie voor Beeldende Kunsten, onder Jan Willem Pieneman en Paulus Joseph Gabriël. 
Hij schilderde onder andere landschappen, genrestukken en stadsgezichten. In 1831 vestigde hij zich in Groningen, waar hij Gerardus de San opvolgde als instituteur (hoofdonderwijzer) van de Academie Minerva. Hij gaf daarnaast les aan het Henri Daniel Guyot Instituut in de stad. Tot zijn leerlingen behoorden Jan Ensing, Albert Jurardus van Prooijen en Thomas Teekes Oostenga. 
Jacob Bruggink overleed in Groningen, op 53-jarige leeftijd.
- Biografisch Portaal: 84893848
- International Standard Name Identifier: 0000 0003 9416 9271
- Nederlandse Thesaurus van Auteursnamen: 273428977
- RKD-Nederlands Instituut voor Kunstgeschiedenis: 13341
- Union List of Artist Names: 500432545
- Virtual International Authority File: 288645998
- WorldCat: E39PBJy8xc4tWTfb3vFYYtbfMP